# Pouteria elegans
Pouteria elegans är en tvåhjärtbladig växtart som först beskrevs av A.Dc., och fick sitt nu gällande namn av Charles Baehni. Pouteria elegans ingår i släktet Pouteria och familjen Sapotaceae. Inga underarter finns listade i Catalogue of Life.